# KING AMUSEMENT CREATIVE
KING AMUSEMENT CREATIVE（キング・アミューズメント・クリエイティブ、略称︰KAC、キンクリ）は、日本のレコード会社・キングレコードにおいてアニメ・声優関連の音楽・映像作品を扱うレーベル。
当初は2016年2月に発足した「キング・アミューズメント・クリエイティブ本部（KAクリエイティブ本部）」が制作する作品のレーベルとなっていたが、後述する2023年3月の組織改定に伴い、レーベル名称のみ存続している。
本記事では本レーベルおよび制作担当部署として存在したKAクリエイティブ本部、関連レーベルである「SONIC BLADE（ソニック・ブレイド）」についても解説する。かつてはバーチャルキャラクター専門のサブレーベル「PINE RECORDS（パインレコード、パイレコ）」も運営していた。

## 概要
キングレコードにはアニメ・声優関連の部署として、メインレーベル（キングレコード、KING RECORDS）の制作部署のひとつとして存在していた「第三クリエイティブ本部」と、サブレーベルとして1981年の発足以来長年にわたりキングレコードでのアニメ関連事業を担ってきた「スターチャイルド」、そのスターチャイルドから独立する形で2014年に発足した「EVIL LINE RECORDS」の3部門が存在した。
こうした中でスターチャイルドの扱う事業内容がアニメ以外の分野にも広がるようになり、その一方で第三クリエイティブ本部が担当するアニメ作品や所属アーティストが増加、結果として社内におけるメインレーベル（第三クリエイティブ本部）とスターチャイルドの位置付けが曖昧となってきた。また、2014年10月には第三クリエイティブ本部とスターチャイルドが共同で『クロスアンジュ 天使と竜の輪舞』を制作、さらに2015年6月には全社を挙げたアニソンフェス『KING SUPER LIVE 2015』を開催するなど、共同で行う事業が増えていた。
こうした連携を経て、2016年2月1日付で第三クリエイティブ本部とスターチャイルドを統合、キング・アミューズメント・クリエイティブ本部が発足した。統合理由について、キングレコード社長の重村博文は、同年3月9日に行われた関係者向けコンベンションにおいて「昨今、アニメを取り巻くあらゆる変化が生じてくる中、ここ数十年でそれぞれ進化した二部署を統合することで、アニメビジネスが更なる拡大強化路線につながるであろうと判断し、大きな変化にチャレンジしていこうと踏み切った」と語っている。
レーベル名について、制作宣伝担当本部長の三嶋章夫は「作っている側もユーザーさんも楽しくなければ本当にエンターテイメント、アニメじゃないということでこの名前をつけました」と語っている。
レーベルロゴは、メインレーベルのライオンをアレンジして王冠と翼を付けたものとなっている。また、公式マスコットキャラクターとして新田靖成のデザインによるライオンをモチーフとした「きんくりん」が存在し「宣伝部長」の役職を持つ設定となっている。

## 略歴
2016年2月1日、第三クリエイティブ本部とスターチャイルドレコードが統合し、「キング・アミューズメント・クリエイティブ本部（KAクリエイティブ本部）」設立（本部長 森山・三嶋）。この時点では旧第三クリエイティブ本部を引き継ぐ形でメインレーベル内の扱いであった。
2017年3月1日に新しいロゴマークを制定、関連商品のCMの終わりのサウンドロゴに使用するなど、「KING AMUSEMENT CREATIVE」をこれまで以上に前面に押し出して扱うようになり、同年9月より商品のレーベルも「KING AMUSEMENT CREATIVE」へ変更された。
2018年3月、『音楽少女』のアニメ展開に合わせる形で、同作品に登場するキャラクターが所属するバーチャルキャラクター専門のサブレーベル「PINE RECORDS（パインレコード、パイレコ）」を発足。同年8月31日、Wright Flyer Live Entertainmentとの共同出資によりバーチャルYouTuberのための音楽会社「株式会社RK Music」を設立。
2021年2月1日、J-POPアーティストが所属するレーベル「SONIC BLADE」（ソニック・ブレイド）を設立し、当時の第二クリエイティブ本部の業務の一部を移管。同年3月23日より運用を開始し、あわせてレーベルの公式キャラクターとしてきんくりんの弟・「きんくろう」を制定。
2022年3月1日付で組織改定を行い、KAクリエイティブ本部の下にコンテンツプロデュース部とアーティストプロデュース部を新設。翌2023年3月1日付でKAクリエイティブ本部を分割し、コンテンツプロデュース部とアーティストプロデュース部をそれぞれKACコンテンツプロデュース本部とKACアーティストプロデュース本部に昇格させた。これによりKACは2本部体制に移行し、「KING AMUSEMENT CREATIVE」の名称は両本部共通のレーベルとして残ることになる。

## 主なスタッフ
- 松下卓也 - キングレコード取締役、KACコンテンツプロデュース本部担当、KACアーティストプロデュース本部担当[16][17]
- 中西豪 - キングレコード執行役員、KACコンテンツプロデュース本部長 兼 同本部制作部長[15][18]、株式会社RK Music取締役[19]
- 加藤努 - KACアーティストプロデュース本部長 兼 同本部制作部長 兼 同本部宣伝マーケティング部長[15]

### 過去の主なスタッフ
- 三嶋章夫 - 前身の一つ第三クリエイティブ本部長で、KAクリエイティブ発足時の上席執行役員KAC本部長（制作宣伝担当）、後に取締役 KACアーティストプロデュース本部担当役員に昇格[16]。2025年現在は、常務取締役(KAC担当外)[20]。
- 森山敦 - 前身の一つスターチャイルドレコード本部長で、KAクリエイティブ本部発足時の上席執行役員KAC本部長（ライツ担当）。2025年現在は、関連会社・株式会社キング関口台スタジオ常務取締役[20]。

## 所属アーティスト

### KING AMUSEMENT CREATIVE
- 林原めぐみ（本人側の意向により、2019年3月キングレコードとの専属契約〈本人名義の独占使用〉を解消、フリーでの歌手活動になるが、公式サイトの運営・ファンレター先は引き続きキングレコードが担当[21]）
- 水樹奈々
- 堀江由衣
  - ミス・モノクローム（PINE RECORDSから移動）
- 保志総一朗
- 宮野真守
- 上坂すみれ
- 水瀬いのり
- 蒼井翔太
- 内田雄馬
- 七海ひろき
- 愛美
- 岡咲美保
- 千葉翔也
- 椎名へきる
- 前島亜美

### SONIC BLADE
- angela
- 森口博子
- 高橋洋子（業務提携[22]）
- saji
- カノエラナ
- Sou
- HACHI

### 過去
- 田村ゆかり（本人側の意向により、2016年3月20日をもってキングレコードとの契約を解消、後にプライベートレーベル「Cana aria」を発足させ、MAGES.→コロムビア・マーケティング→テイチクエンタテインメントに販売委託）
- ゆいかおり（2017年6月30日をもって活動休止。石原夏織は2018年3月にポニーキャニオンでソロ活動を開始）
  - 小倉唯（部署統合・ゆいかおりの活動休止後も当部署でソロ活動を継続。2022年8月15日に日本コロムビアへ移籍）
- 喜多村英梨（2016年11月1日にトムス・ミュージックへ移籍）
- 小松未可子（2016年7月にトイズファクトリーへ移籍）
- カスタマイZ（2016年8月26日のファイナルライブを以て解散）
- かなでももこ（2018年3月にマッシュアップエンターテイメントへ移籍）
- 佐藤聡美（2016年 - 2018年）
- スネオヘアー（2016年 - 2018年）
- ZEN THE HOLLYWOOD（所属事務所移籍、同時に興行をTBSラジオに移管）
- 天晴れ!原宿（2020年2月14日発売のシングル「ギミギミダーリン」まで担当。以降は第二クリエイティブ本部が担当）
- B2takes!!（2019年度のみの担当。以降は第二クリエイティブ本部が担当）
- コレサワ（2021年度のみSONIC BLADEが担当）
- CUBERS（2019年 - 2021年、SONIC BLADEが担当）
- 虹のコンキスタドール（2019年度は本レーベル、2021年度はSONIC BLADEが担当）
- まっきーとけんた
- 松本千夏

#### PINE RECORDS
- 音楽少女（公式ホームページのアーティスト一覧に掲載されていないため自然消滅）
  - H☆E☆S

## 販売委託レーベル
- b-green
- フィックスレコード
- RK Music

## 担当作品
本部署成立後の製作参加作品を掲載。

### テレビアニメ
| 放送年 | タイトル                                                                       | アニメーション制作                    |
| ------ | ------------------------------------------------------------------------------ | ------------------------------------- |
| 2016年 | 坂本ですが？                                                                   | スタジオディーン                      |
| 2016年 | 初恋モンスター                                                                 | スタジオディーン                      |
| 2016年 | この美術部には問題がある！                                                     | feel.                                 |
| 2016年 | うたの☆プリンスさまっ♪ マジLOVEレジェンドスター                                | A-1 Pictures                          |
| 2016年 | 亜人                                                                           | ポリゴン・ピクチュアズ                |
| 2016年 | ViVid Strike!                                                                  | セブン・アークス・ピクチャーズ        |
| 2016年 | 戦国鳥獣戯画                                                                   | ILCA                                  |
| 2017年 | 昭和元禄落語心中 -助六再び篇-                                                  | スタジオディーン                      |
| 2017年 | 戦姫絶唱シンフォギアAXZ                                                        | サテライト                            |
| 2017年 | 徒然チルドレン                                                                 | Studio五組                            |
| 2017年 | アホガール                                                                     | ディオメディア                        |
| 2017年 | 鬼灯の冷徹 第弐期                                                              | スタジオディーン                      |
| 2017年 | UQ HOLDER! 〜魔法先生ネギま！2〜（音楽制作、映像ソフトの発売）                 | J.C.STAFF                             |
| 2018年 | ポプテピピック                                                                 | 神風動画                              |
| 2018年 | バジリスク 〜桜花忍法帖〜                                                      | セブン・アークス・ピクチャーズ        |
| 2018年 | デビルズライン                                                                 | プラチナビジョン                      |
| 2018年 | 音楽少女                                                                       | スタジオディーン                      |
| 2019年 | えんどろ〜！                                                                   | Studio五組                            |
| 2019年 | 今日もツノがある                                                               | 勝鬨スタジオ                          |
| 2019年 | この音とまれ！                                                                 | プラチナビジョン                      |
| 2019年 | なんでここに先生が!?                                                           | ティアスタジオ                        |
| 2019年 | あひるの空                                                                     | ディオメディア                        |
| 2019年 | 戦姫絶唱シンフォギアXV                                                         | サテライト                            |
| 2020年 | 虚構推理                                                                       | ブレインズ・ベース                    |
| 2020年 | 乙女ゲームの破滅フラグしかない悪役令嬢に転生してしまった…                      | SILVER LINK.                          |
| 2020年 | ギャルと恐竜                                                                   | スペースネコカンパニー 神風動画       |
| 2020年 | おばけずかん                                                                   | ファンワークス                        |
| 2021年 | Levius -レビウス-                                                              | ポリゴン・ピクチュアズ                |
| 2021年 | 怪病医ラムネ                                                                   | プラチナビジョン                      |
| 2021年 | SHAMAN KING                                                                    | ブリッジ                              |
| 2021年 | どすこい すしずもう                                                            | 白組                                  |
| 2021年 | うらみちお兄さん                                                               | スタジオブラン                        |
| 2021年 | かげきしょうじょ!!                                                             | PINE JAM                              |
| 2021年 | イジらないで、長瀞さん                                                         | テレコム・アニメーションフィルム      |
| 2021年 | 乙女ゲームの破滅フラグしかない悪役令嬢に転生してしまった…X                     | SILVER LINK.                          |
| 2021年 | 現実主義勇者の王国再建記                                                       | J.C.STAFF                             |
| 2021年 | ジャヒー様はくじけない！                                                       | SILVER LINK.                          |
| 2021年 | 先輩がうざい後輩の話                                                           | 動画工房                              |
| 2022年 | トモダチゲーム                                                                 | オクルトノボル                        |
| 2022年 | うたわれるもの 二人の白皇                                                      | WHITE FOX                             |
| 2022年 | 永遠の831                                                                      | CRAFTAR                               |
| 2022年 | Extreme Hearts                                                                 | Seven Arcs                            |
| 2022年 | 最近雇ったメイドが怪しい                                                       | SILVER LINK. BLADE                    |
| 2022年 | 永久少年 Eternal Boys                                                          | ライデンフィルム                      |
| 2022年 | ヤマノススメ Next Summit                                                       | エイトビット                          |
| 2022年 | ポプテピピック TVアニメーション作品第二シリーズ                                | スペースネコカンパニー 神風動画       |
| 2023年 | イジらないで、長瀞さん 2nd Attack                                              | OLM                                   |
| 2023年 | 最強陰陽師の異世界転生記                                                       | スタジオブラン                        |
| 2023年 | 犬になったら好きな人に拾われた。                                               | Quad                                  |
| 2023年 | 虚構推理 Season2                                                               | ブレインズ・ベース                    |
| 2023年 | おとなりに銀河                                                                 | 旭プロダクション                      |
| 2023年 | デッドマウント・デスプレイ                                                     | GEEKTOYS                              |
| 2023年 | 魔法少女マジカルデストロイヤーズ                                               | バイブリーアニメーションスタジオ      |
| 2023年 | ラグナクリムゾン                                                               | SILVER LINK.                          |
| 2023年 | ティアムーン帝国物語〜断頭台から始まる、姫の転生逆転ストーリー〜               | SILVER LINK.                          |
| 2023年 | AYAKA -あやか-                                                                 | スタジオブラン                        |
| 2023年 | 私の推しは悪役令嬢。                                                           | プラチナビジョン                      |
| 2023年 | てんぷる                                                                       | 月虹                                  |
| 2023年 | でこぼこ魔女の親子事情                                                         | A-Real                                |
| 2023年 | とあるおっさんのVRMMO活動記                                                    | MAHO FILM                             |
| 2024年 | SHAMAN KING FLOWERS                                                            | ブリッジ                              |
| 2024年 | 出来損ないと呼ばれた元英雄は、実家から追放されたので好き勝手に生きることにした | スタジオディーン マーヴィージャック   |
| 2024年 | HIGHSPEED Étoile                                                               | studio A-CAT                          |
| 2024年 | 夜のクラゲは泳げない                                                           | 動画工房                              |
| 2024年 | THE NEW GATE                                                                   | 横浜アニメーションラボ クラウドハーツ |
| 2024年 | エルフさんは痩せられない。                                                     | Elias                                 |
| 2024年 | 甘神さんちの縁結び                                                             | ドライブ                              |
| 2025年 | 沖縄で好きになった子が方言すぎてツラすぎる                                     | ミルパンセ                            |
| 2025年 | ニートくノ一となぜか同棲はじめました                                           | Quad                                  |
| 2025年 | 花は咲く、修羅の如く                                                           | スタジオバインド                      |
| 2025年 | 没落予定の貴族だけど、暇だったから魔法を極めてみた                             | スタジオディーン マーヴィージャック   |
| 2025年 | プリンセッション・オーケストラ                                                 | SILVER LINK.                          |
| 2025年 | クラシック★スターズ                                                            | プラチナビジョン                      |
| 2025年 | ばっどがーる                                                                   | ブリッジ                              |
| 2025年 | 公女殿下の家庭教師                                                             | スタジオブラン                        |

### 劇場アニメ・OVA
| 年     | タイトル                                                         | アニメーション制作                 |
| ------ | ---------------------------------------------------------------- | ---------------------------------- |
| 2016年 | クラゲの食堂                                                     | ZEXCS                              |
| 2016年 | 「英雄」解体                                                     | ZEXCS                              |
| 2017年 | BLAME!                                                           | ポリゴン・ピクチュアズ             |
| 2017年 | 魔法少女リリカルなのは Reflection                                | セブン・アークス・ピクチャーズ     |
| 2017年 | 劇場版 生徒会役員共                                              | GoHands                            |
| 2018年 | K SEVEN STORIES（6部作）                                         | GoHands                            |
| 2018年 | 魔法少女リリカルなのは Detonation                                | セブン・アークス・ピクチャーズ     |
| 2019年 | 蒼穹のファフナー THE BEYOND                                      | XEBECzwei→IGzwei                   |
| 2019年 | 劇場版 うたの☆プリンスさまっ♪ マジLOVEキングダム                 | A-1 Pictures                       |
| 2020年 | 君は彼方                                                         | デジタルネットワークアニメーション |
| 2021年 | 劇場版 生徒会役員共2                                             | GoHands                            |
| 2021年 | シン・エヴァンゲリオン劇場版𝄇                                    | スタジオカラー                     |
| 2021年 | シドニアの騎士 あいつむぐほし                                    | ポリゴン・ピクチュアズ             |
| 2022年 | 劇場版 うたの☆プリンスさまっ♪ マジLOVEスターリッシュツアーズ     | A-1 Pictures                       |
| 2022年 | RE:cycle of the PENGUINDRUM                                      | ラパントラック                     |
| 2023年 | 蒼穹のファフナー BEHIND THE LINE                                 | Production I.G                     |
| 2023年 | 劇場版 乙女ゲームの破滅フラグしかない悪役令嬢に転生してしまった… | SILVER LINK.                       |

### テレビドラマ
- REAL⇔FAKE（2019年）
- 神様のサイコロ（2024年）

## 提供ラジオ番組

### 2016年2月以降開始
- 水瀬いのり MELODY FLAG（2016年10月2日 - 、文化放送制作・ローカル放送[注 5]）
- 内田雄馬 Heart Heat Hop（2021年 - 、文化放送制作・ローカル放送・超!A&G+でも時差配信）

### 旧・スターチャイルドから継続
- 林原めぐみのTokyo Boogie Night（1992年4月11日 - 、TBSラジオ・自社制作／TBSラジオ・ラジオ関西にネット[注 6]） ※林原がフリーとなった2019年4月以降も従前の体制で継続している。
- 堀江由衣の天使のたまご（2002年10月6日 - 、文化放送制作・各局ネット[注 7]）
- angelaのsparking!talking!show!（2004年 - 、東海ラジオ制作・ラジオ関西へもネット）

### 旧・第三クリエイティブ本部から継続
- 水樹奈々 スマイルギャング（2002年 - 、文化放送制作・NRN系列ネット）
- 宮野真守のRADIO SMILE（2014年 - 、文化放送制作・ローカル放送）

### 過去の放送番組
- 田村ゆかりのいたずら黒うさぎ（2003年 - 2016年、文化放送制作・NRN系列ネット）
- カスタマイZのハジメマシタ（2014年 - 2016年、文化放送制作・超!A&G+のみ配信）
- ゆいかおりの実♪（2014年 - 2017年6月25日、文化放送制作・ローカル放送）
- 上坂すみれの♡（はーと）をつければかわいかろう（2016年 - 2021年、文化放送制作・ローカル放送[注 8]）
- 小倉唯のyui*room（2017年7月2日 - 2022年3月27日、文化放送制作・ローカル放送[注 9]）

## テレビ番組
- 上坂すみれのヤバい○○（2017年、自社制作／TOKYO MX、BS11）
- 戦国炒飯TV 〜なんとなく歴史が学べる映像〜（2020年／TOKYO MX、BS11、北海道テレビ）

## ファンクラブ
旧第三クリエイティブ本部の一部アーティスト、旧スターチャイルドの堀江由衣・上坂すみれ、新規契約の蒼井翔太・七海ひろきのオフィシャルファンクラブを運営している（七海以外の実運営は、株式会社モストカンパニーに委託）。
なお、旧スターチャイルドのangela及びSONIC BLADE所属の森口博子のオフィシャルファンクラブは各所属事務所が運営を行っている。また椎名へきる（2020年のリニューアル以降）と前島亜美のファンクラブはレーベル所属前からSKIYAKIが運営、愛美はFaniconにてファンコミュニティが運営されている。
- 水樹奈々オフィシャルファンクラブ「S.C. NANA NET」
- 宮野真守オフィシャルファンクラブ「Laugh ＆ Peace」
- 蒼井翔太オフィシャルファンクラブ「A☆happy lab.」
  - 元々は所属事務所である株式会社Sが運営していたが、当部署とアーティスト契約の開始と同時に移管、2021年時点では株式会社Sとモストカンパニーの共同運営となっていたが、2022年10月に蒼井が株式会社Sを退所したことからモストカンパニーの単独運営となった。
- 水瀬いのりオフィシャルファンクラブ「いのりまち」
  - ソニー・ミュージックアーティスツ（SMA）所属時代にSMAとソニー・ミュージックマーケティングが運営する公式モバイルサイト「しあわせ いのりまち」が実質的なファンクラブとして機能していたが、SMAとの契約終了と共に閉鎖。その後2017年12月2日にKACによるファンクラブとして発足した。
- 堀江由衣オフィシャルファンクラブ「黒ネコ同盟」
  - 元々は所属事務所であるヴィムスが運営していたが、2020年4月よりモストカンパニーに運営移管している。
- 上坂すみれオフィシャルファンクラブ「すみぺれんぽう」
  - 旧スターチャイルド時代から上坂の当時の所属事務所スペースクラフト・エンタテインメントの運営による「コルホーズの玉ねぎ畑」が存在したが、上坂がスペースクラフトを退所したことに伴い2020年11月30日に解散。その後同年12月19日付でKACによるファンクラブを新規発足させている[28]。
- 七海ひろきオフィシャルファンクラブ「7seas+」
  - このファンクラブのみキングレコードライツ本部ダイレクトマーケティング部FDSグループ[注 11]による運営。
- 内田雄馬オフィシャルファンクラブ「Beside YU」

### 過去に運営していたファンクラブ
- 田村ゆかりオフィシャルファンクラブ「Mellow Pretty」
  - アーティスト契約終了に伴い、Lime&Co.に移管された後、エムアップ（現・Fanplus）で継続中。
- 小倉唯オフィシャルファンクラブ「Yui's＊Company.」
  - 発足時は当時の所属事務所が「ゆいゆい＊カンパニー」の名称でソニー・ミュージックマーケティングに運営委託していたが、2019年8月より運営がモストカンパニーに移管、名称を変更[29]。モスト社での運営は2022年7月末を以て終了し、移行期間を経て同年8月11日よりアニメイト[30]、2023年8月15日以降Fanplusが運営している。